# Redondo (Washington)

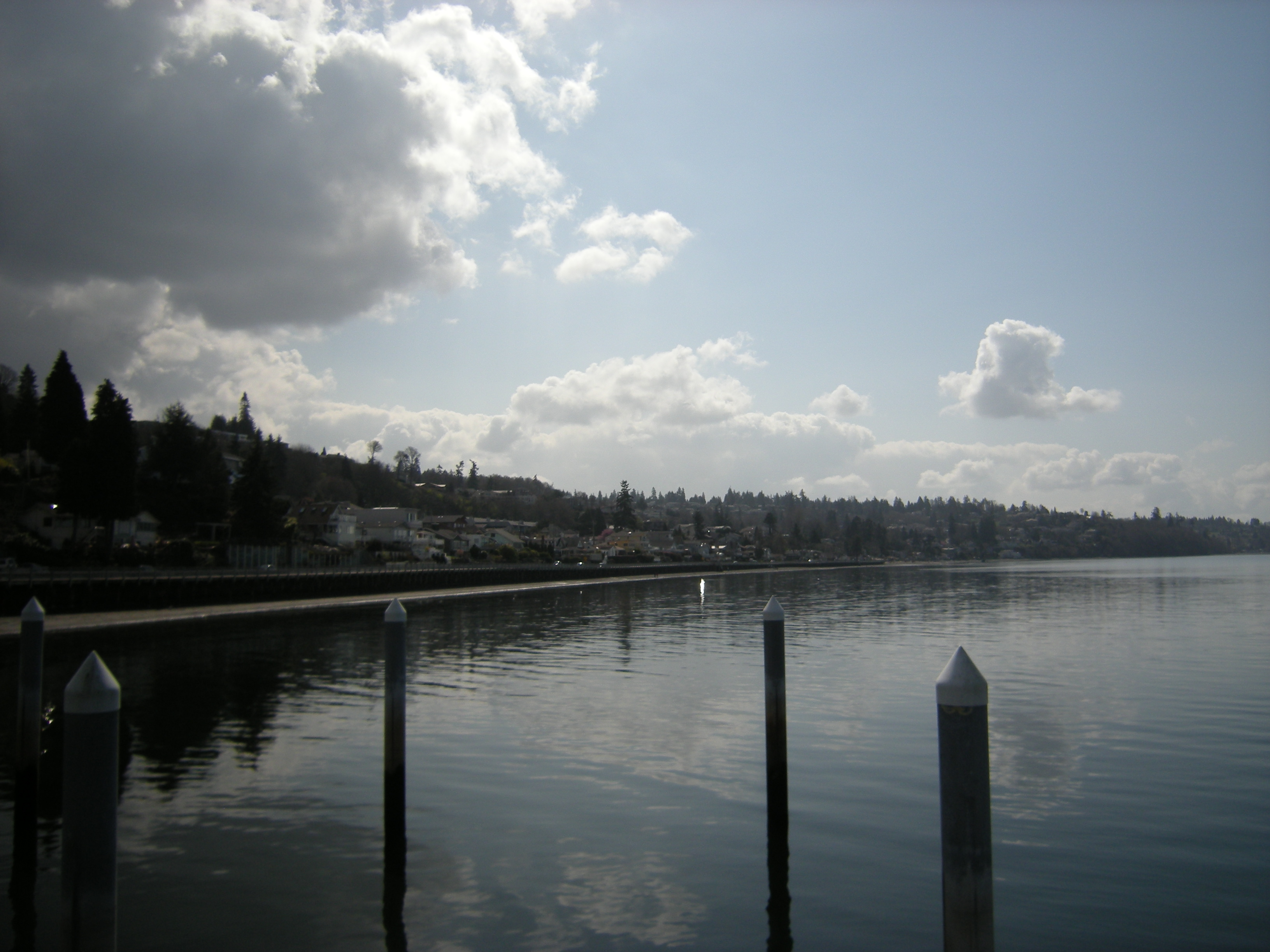
Pohled na jižní část pláže z rybářského mola.

Redondo je obec a čtvrť města Des Moines v americkém státě Washington, nedaleko od hranic s městem Federal Way. Původně byla obec založena jako letovisko, ale časem se z ní stala městská rezidenční čtvrť střední platové třídy. Postavena je kolem zdejší pláže s dřevěným chodníkem, restaurací a placeným parkovištěm. Své jméno získala od osadníka z Redondo Beach v Kalifornii. Nedaleko čtvrtě se nachází státní park Saltwater.